# Moniom, Caraș-Severin
Moniom (română 1924: Mânion) este un sat ce aparține municipiului Reșița din județul Caraș-Severin, Banat, România.

## Legături externe

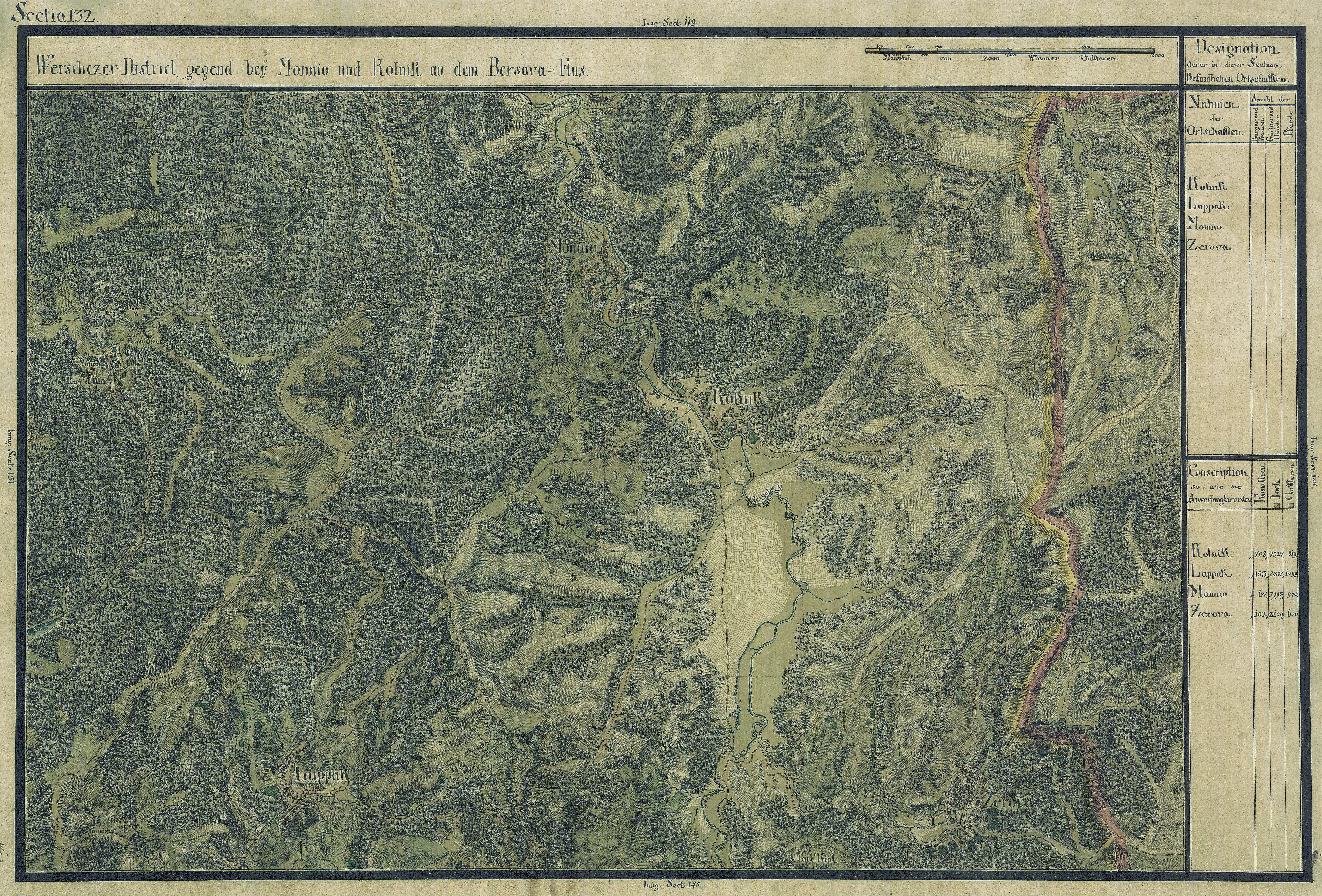
Moniom în Harta Iosefină a Banatului, 1769-72